# Trojni girorombiikozidodekaeder
| Trojni girorombiikozidodekaeder | Trojni girorombiikozidodekaeder                         |
| ------------------------------- | ------------------------------------------------------- |
|                                 |                                                         |
| Vrsta                           | Johnsonovo telo J74-J75-J76                             |
| Stranske ploskve                | 2+2x3+2x6 trikotnikov 4x3+3x6 kvadratov 4x3 petkotnikov |
| Oglišča                         | 60                                                      |
| Robovi                          | 120                                                     |
| Konfiguracija oglišča           | 5x6(3.42.5) 4x3+3x6(3.4.5.4)                            |
| Grupa simetrije                 | C3v                                                     |
| Dualni polieder                 | -                                                       |
| Lastnosti                       | konveksen                                               |
| mreža telesa                    |                                                         |

Trojni girorombiikozidodekaeder je eno izmed Johnsonovih teles (J75). Dobimo ga s pomočjo romboiikozidodekaedra, ki mu zavrtimo tri petstrane kupole za 36º. Podobna Johnsonova telesa so girorombiikoiikozododekaeder (J72), ki ima eno kupolo zavrteno in para dvojni girorombiikozidodekaeder (J73), ki ima po dve nasprotni kupoli zavrteni ter meta dvojni girorombiikozidodekaeder (J74), ki ima po dve nenasprotni kupoli zavrteni.
V letu 1966 je Norman Johnson (rojen 1930) imenoval in opisal 92 teles, ki jih imenujemo Johnsonova telesa.